# Cattedrale di Noto

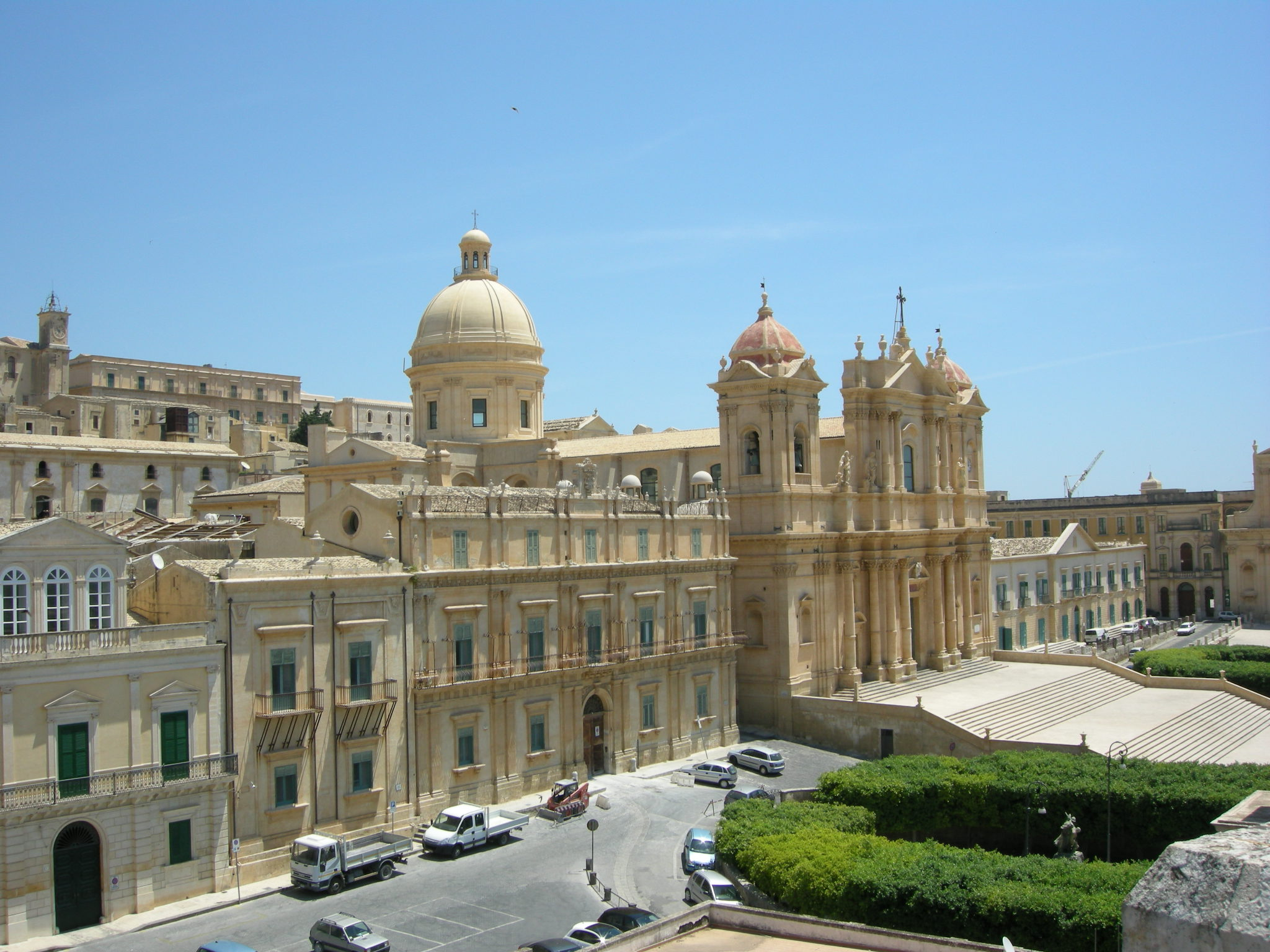
La cattedrale di Noto dopo il restauro.

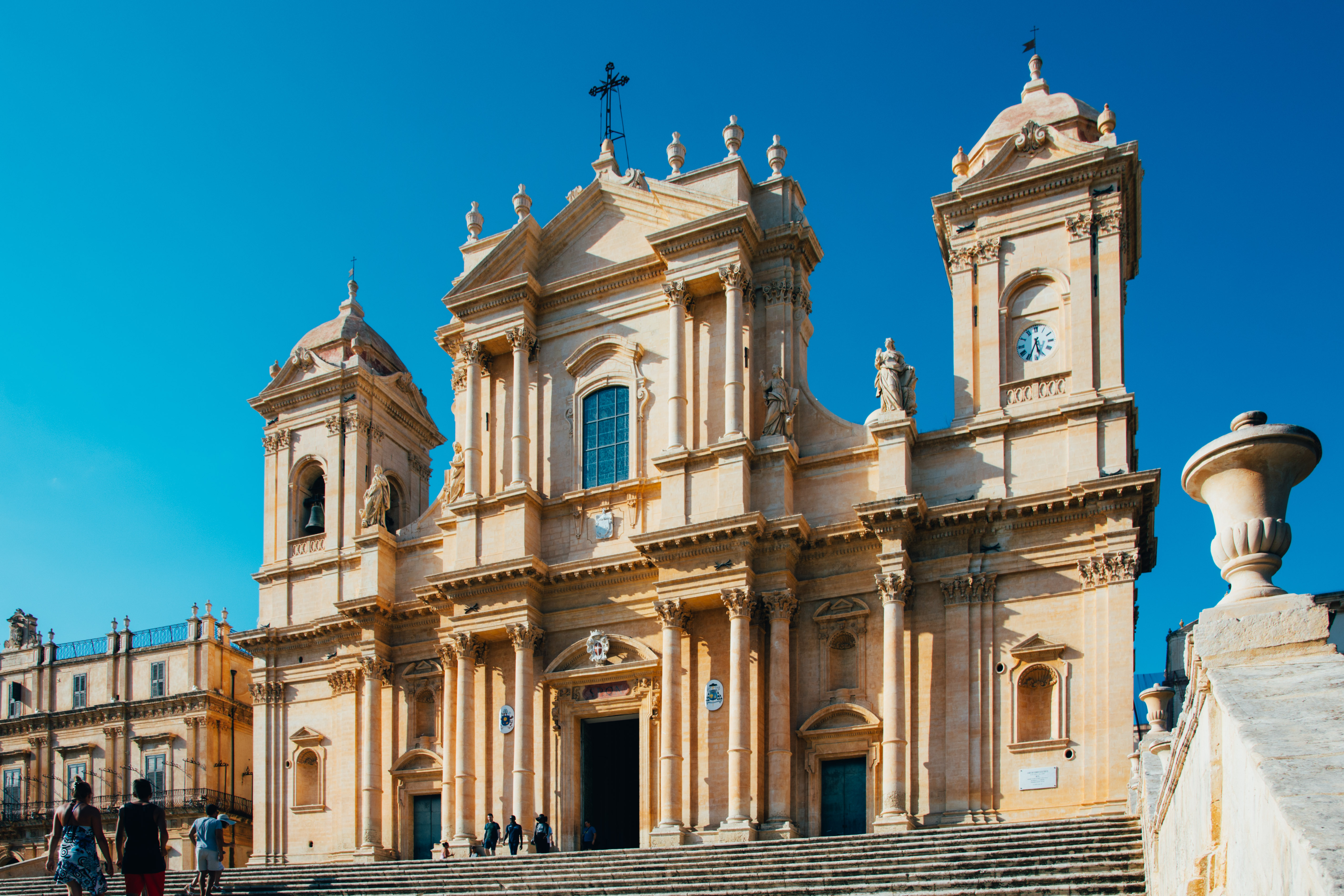
Facciata intatta della cattedrale.

La cattedrale dopo il crollo della cupola e della navata.

La cattedrale di San Nicolò è il luogo di culto cattolico più importante della città di Noto, nonché sede vescovile dell'omonima diocesi, in Sicilia. È ubicata sulla sommità di un'ampia scalinata ed è dedicata appunto a san Nicolò.
La costruzione del tempio iniziò nel 1694, e fu completata nel 1703, anno in cui fu aperta al culto con la solenne dedicazione. Nel corso dei secoli, tuttavia, l'interno ha subito alcuni rimaneggiamenti, che le hanno conferito l'aspetto attuale solamente alla fine del XIX secolo, con la costruzione di una nuova cupola, opera del netino Cassone.
L'interno, a tre navate, custodisce numerose opere d'arte, alcune delle quali provenienti da Noto Antica, fra le quali l'urna argentea contenente le spoglie mortali di san Corrado Confalonieri. Il 21 gennaio 2012 papa Benedetto XVI ha elevato la cattedrale a basilica minore.

## Storia

### Dal XVIII secolo al 1996
La facciata risponde alla "tipologia con le due torri laterali" e presenta evidenti analogie con  la Chiesa Madre di Palma di Montechiaro (1666), la parrocchiale di Versailles e le incisioni della chiesa di Saint Roch a Parigi. Sono presenti delle analogie con la Chiesa di Santa Maria Maddalena (Messina), distrutta dal sisma del 1908. Essa è opera di Rosario Gagliardi, tra i maggiori architetti del settecento europeo. Nella sopraelevazione delle due torri campanarie, ad esempio, le paraste non sono ripetute come alla base, mentre i timpani arricciati indicano un'influenza del Settecento catanese. Le porte principali sono inoltre di ispirazione neocinquecentesca (tratte da Vignola o Domenico Fontana). Il finestrone centrale con "orecchie" e timpano curvilineo è ripreso invece dal repertorio di Andrea Pozzo ed è vicino ad alcune realizzazioni netine di Francesco Paolo Labisi (chiesa del Carmine). Il tempio fu completato alla fine del XVIII secolo, anche se nel secolo successivo fu ricostruita la cupola, in stile neoclassico con tracce neobarocche, per sostituire la precedente (che non era quella originaria), crollata a causa dei terremoti. Nel secolo scorso, intorno agli anni cinquanta, furono apportati vari rifacimenti e modifiche nell'apparato decorativo come il trompe-l'oeil delle strutture verticali e la decorazione a tempera delle volte da parte dei pittori Arduino e Baldinelli, le radicali modifiche dell'altare maggiore e dell'antico organo e inoltre la sostituzione dell'originaria copertura a falde (con struttura in legno) della navata centrale con un pesante solaio latero-cementizio.

### I danni del 1996 e la ricostruzione delle parti danneggiate
In seguito al terremoto del 13 dicembre 1990 la chiesa subì alcuni danni strutturali e già allora si pensò di chiuderla al culto e di sottoporla a restauri. Tuttavia non si fece in tempo a prendere tali provvedimenti.
La sera del 13 marzo del 1996, a causa di un grave difetto costruttivo dei pilastri della navata centrale (riempiti "a sacco" con sassi di fiume anziché con conci in pietra squadrati), il primo dei piloni di destra che fa da sostegno alla cupola "per schiacciamento" rovinò al suolo, trascinando con sé nel crollo la cupola stessa e per effetto domino l'intera navata destra, la navata centrale e il transetto destro lasciando miracolosamente in piedi tutto il resto della chiesa. Fortunatamente non vi furono vittime, poiché a quell'ora la chiesa non era aperta al pubblico. L’area interessata dal crollo era di 1.000 m², con un volume di circa 6.000 m³.
Nel gennaio del 2000, dopo una prima fase di sgombero delle macerie, hanno avuto inizio i lavori di ricostruzione e di restauro delle parti danneggiate, eseguiti da maestranze locali, addestrate per l'occasione nell'utilizzo della pietra calcarea e delle tecnologie antiche. Inizialmente sono stati riedificati con conci squadrati in pietra e senza alcun uso del calcestruzzo armato i nuovi pilastri di destra, che conservano la forma e le fattezze di quelli originari, ma senza il difetto costruttivo che aveva causato i danni nella basilica. Quindi si è passati alla demolizione e alla successiva ricostruzione dei pilastri della navata sinistra, che riportavano gli stesse tecniche costruttive di quelli crollati. Successivamente sono ritornate all'antico splendore la navata centrale, la navata destra, i cupolini di destra, i contrafforti, gli archi trasversali e longitudinali. Ultimo capitolo della ricostruzione della cattedrale è stato il restauro della cupola, pressoché identica all'originale: da essa differisce solo per piccole correzioni, come l'ispessimento di pochi millimetri della base del tamburo. La nuova struttura di copertura della chiesa non è di tipo latero-cementizio (come il solaio crollato risalente agli anni cinquanta), ma è stata ricostruita come era originariamente con capriate in legno e manto in coppi siciliani, mentre le volte sono realizzate con il tradizionale incannucciato e gesso. Una volta completati i lavori di ricostruzione in muratura, sono stati ripristinati infine gli apparati decorativi in stucco, come capitelli, trabeazione e cornici.
La ricostruzione è stata dunque eseguita con gli stessi materiali e con le tecniche del Settecento, all'interno di un cantiere in cui si è coniugato tradizione e innovazione. Sono state utilizzate pietre locali come la pietra calcarea bianca per le strutture verticali, l'arenaria per le strutture archivoltate e la pietra di Modica per la pavimentazione, assemblate però con moderni metodi antisismici. Proprio per migliorare la resistenza ai forti terremoti si è fatto ricorso infatti a materiali come la fibra di carbonio.
A conclusione di questo lavoro di ricostruzione e di restauro delle poche parti danneggiate, dopo undici anni, il 18 giugno 2007, la chiesa è stata riaperta al culto. Alla cerimonia erano presenti gli allora presidente del Consiglio Romano Prodi e capo della protezione civile Guido Bertolaso e gran parte delle autorità civili e religiose regionali e nazionali.
Una nuova decorazione pittorica è iniziata nell'estate 2009 dai pennacchi della cupola. Nella cerimonia tenutasi domenica 13 febbraio 2011 e presieduta dal vescovo di Noto Antonio Staglianò alla presenza delle autorità civili, tra le quali il commissario Vittorio Sgarbi e il ministro Stefania Prestigiacomo, è stato inaugurato il grande affresco della cupola, raffigurante "La Pentecoste", e dei pennacchi, con i quattro evangelisti, del pittore russo Oleg Supereko. Nella stessa occasione sono state inaugurate le vetrate del tamburo, realizzate dall'artista toscano Francesco Mori, già autore della copia della fenestra rotunda magna di Duccio di Buoninsegna nel coro del duomo di Siena, e sono stati benedetti il nuovo altare, la croce e l'ambone in bronzo argentato di ispirazione berniniana dello scultore romano Giuseppe Ducrot.
L'8 aprile 2016 il presidente della Repubblica Sergio Mattarella visita ufficialmente la cattedrale assieme a Vittorio Sgarbi.

## Architettura e arte

### Esterno

L'interno in una foto d'epoca

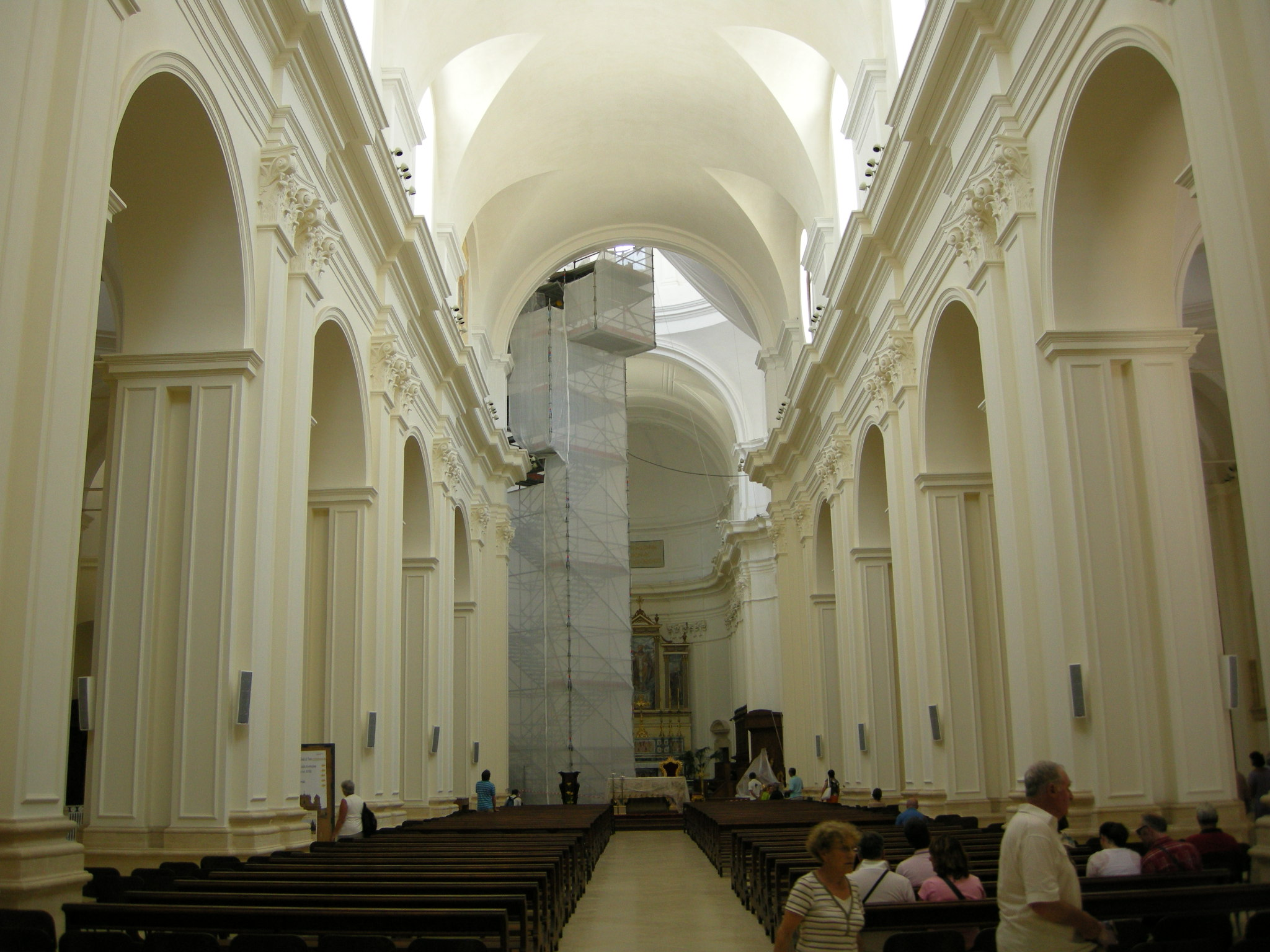
L'interno del tempio ricostruito, durante le fasi iniziali di ridipintura ad affresco dei pennacchi della cupola.

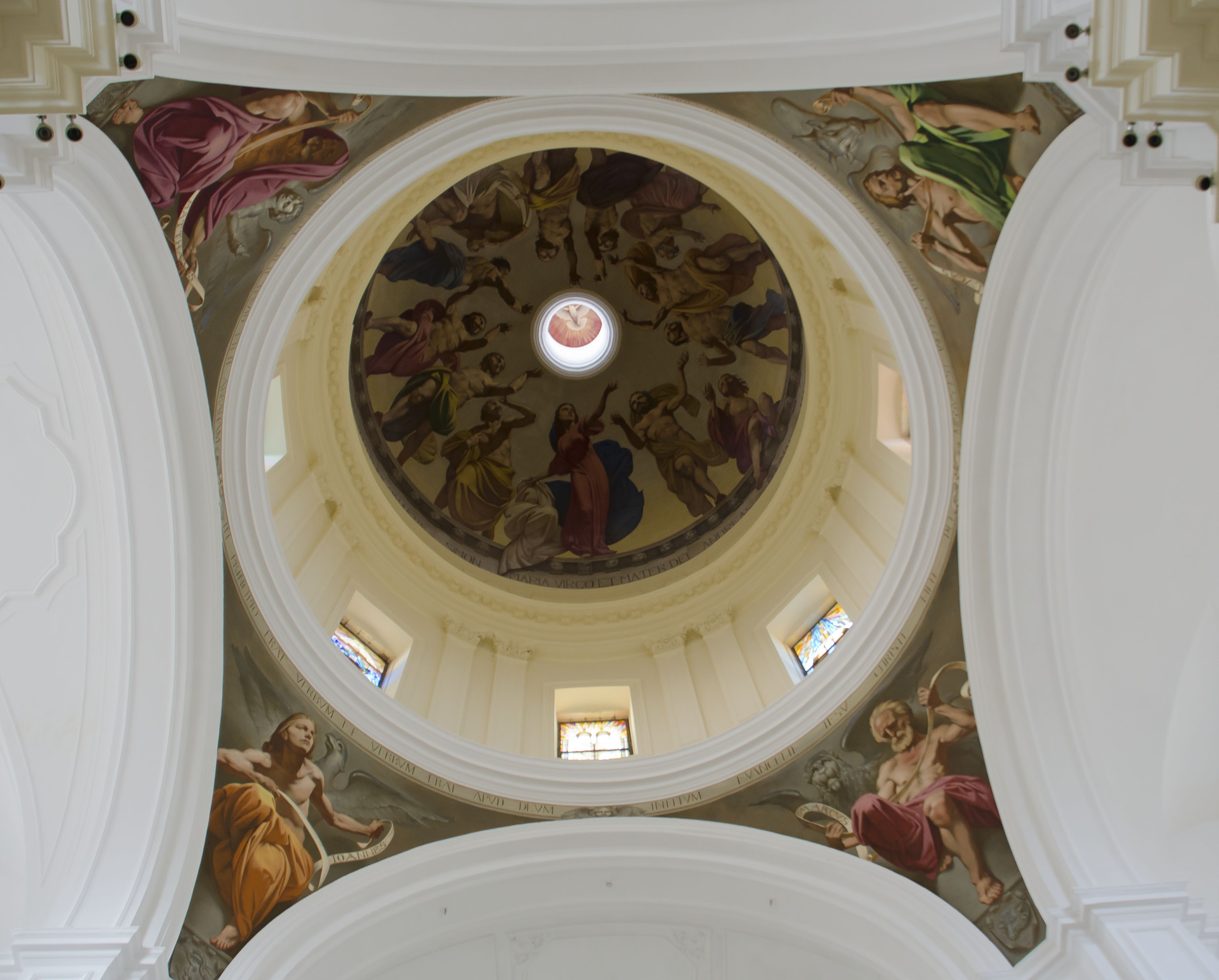
La cupola affrescata da Oleg Supereko (2011)

La facciata in pietra calcarea tenera è un esempio di stile tardo barocco, cui non mancano elementi eclettici ed una marcata aspirazione neoclassicista. Si erge sulla sommità di una scenografica scalinata composta da tre rampe risalenti al Settecento ma ristrutturate agli inizi dell'Ottocento. La tipologia della facciata a torri laterali è riferibile alla tradizione architettonica locale siciliana dal tempo dei normanni ed è riscontrabile anche in alcune composizioni francesi del Settecento, cui si ispiravano gli architetti del tempo. È coronata da quattro statue tardo settecentesche (eseguite nel 1796 dallo scultore Giuseppe Orlando e raffiguranti gli evangelisti) e presenta nel primo ordine, fiancheggiati da slanciate colonne corinzie, tre maestosi portali: quello centrale è in bronzo e rappresenta episodi della vita di san Corrado Confalonieri da Piacenza, opera dello scultore siciliano Giuseppe Pirrone (1982).

### Interno
L'interno, a croce latina con tre navate, delle quali quella centrale più grande delle due laterali, ha subito numerosi rimaneggiamenti, raggiungendo le attuali sembianze solamente nel 1899, quando fu costruita la cappella del SS. Sacramento. Quasi completamente disadorno fino alla metà del secolo scorso, fu affrescato dal torinese Nicola Arduino e dal bolognese Armando Baldinelli, fra il 1950 e il 1956, a seguito di un voto fatto dal sindaco della città a san Corrado Confalonieri durante la guerra. La ricostruzione in seguito al crollo del 1996 e alla conseguente perdita dell'apparato iconografico ha restituito l'interno all'originario candore.
Nell'abside sono posti due troni vescovili con relativi sgabelli in legno scolpito e dorato (secc. XVIII-XIX), un coro ligneo, lo stemma in marmo del vescovo Angelo Calabretta al centro della pavimentazione, l'altare maggiore in marmo policromo con alle spalle il trittico del maestro Arduino (la cui cornice proviene dall'antico organo) raffigurante san Nicolò al centro, san Corrado a sinistra, e san Guglielmo a destra.
Nelle navate laterali è possibile ammirare le opere preesistenti restaurate che sono scampate al crollo.

Nella navata destra si trovano le seguenti opere:
1. Fonte battesimale in marmi policromi, Immacolata con Santi Martiri, dipinto olio su tela (sec. XVIII);
2. Adorazione dei pastori, dipinto olio su tela di Giovanni Bonomo (1783); accanto all'ingresso laterale è stato ricomposto un mausoleo in marmo policromo del preposito Giovanni Di Lorenzo;
3. Madonna delle Grazie, bassorilievo in marmo dipinto (sec. XVI), decorazioni in stucco e sculture in stucco di Santa Lucia e Sant'Agata, Assenza (1924);
4. Consegna delle chiavi a San Pietro, dipinto olio su tela di Giuseppe Patania (1827). Sull'altare del transetto destro è collocata una statua lignea dorata e policromata raffigurante San Nicolò (sec. XVIII). La cappella di fondo della navata destra custodisce la preziosa arca cinquecentesca in legno rivestito in lamina d'argento, finemente lavorata a sbalzo e cesello, contenente le spoglie di San Corrado Confalonieri, patrono della città e della Diocesi di Noto (visibile solo in occasione delle festività dedicate al santo nei mesi di febbraio ed agosto).

Nella navata sinistra si trovano le seguenti opere:
1. Miracolo di San Francesco di Paola, dipinto olio su tela, attr. Costantino Carasi (sec. XVIII);
2. Spasimo di Sicilia, dipinto olio su tela, Raffaele Politi (1809);
3. Sacro Cuore, scultura lignea policroma, Francesco Biangardi (sec. XIX);
4. Madonna e anime purganti, attr. Costantino Carasi (sec. XVIII), San Michele, scultura in marmo di scuola gaginiana (sec. XVI). Sull'altare del transetto sinistro è collocato un Crocifisso, in legno policromo, proveniente dalla Chiesa della SS. Provvidenza in Noto Antica. La cappella di fondo della navata sinistra è dedicata al SS. Sacramento ed è ornata da stucchi realizzati nel 1899 dagli scultori Giuliano da Palazzolo e Senia da Noto.

### Le opere d'arte contemporanea

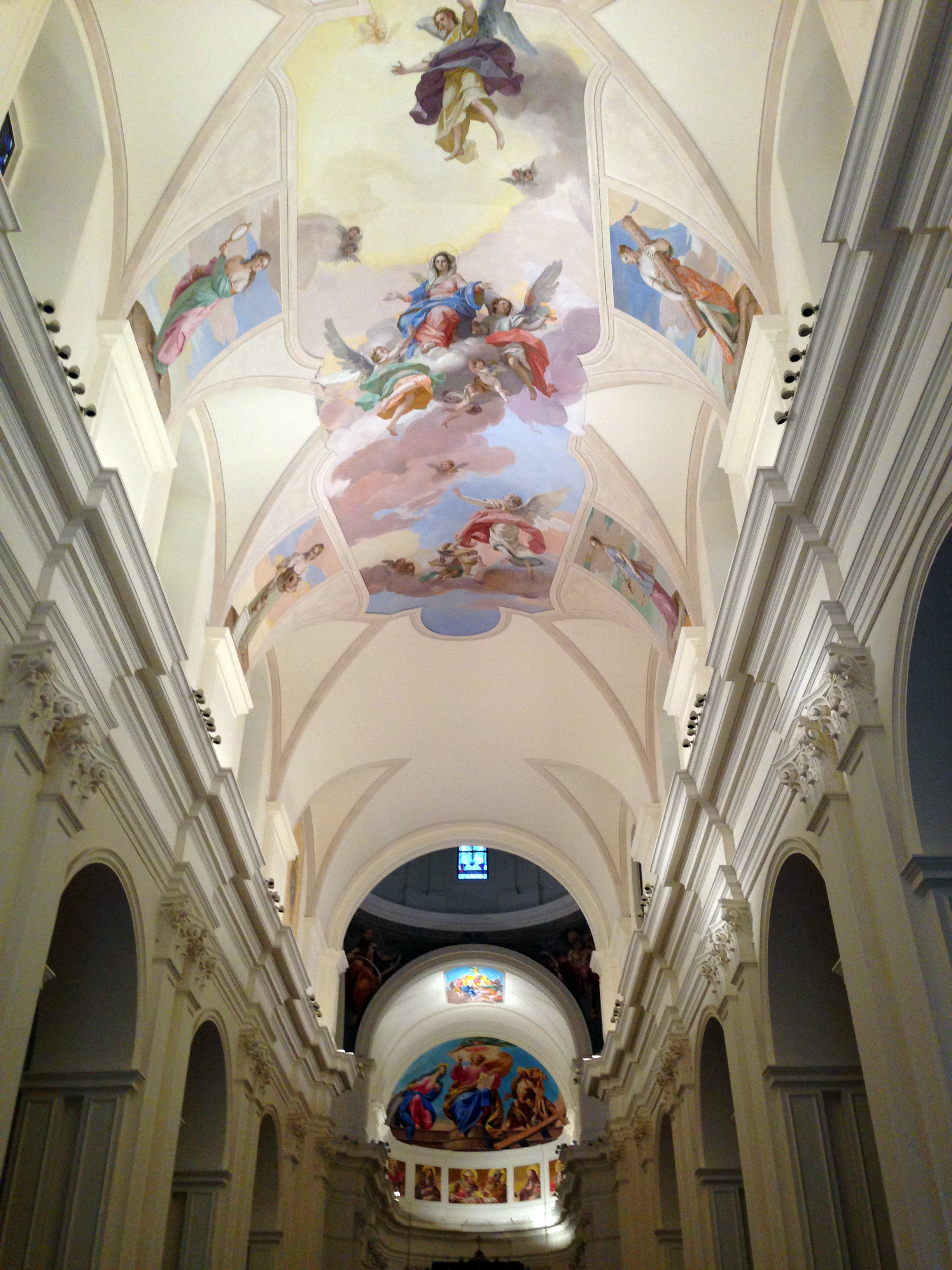

Nella volta della navata centrale, dove prima del crollo campeggiava la tempera con la "Gloria di San Corrado" dell'Arduino, è collocata una tela polilobata di 110 m², opera di Lino Frongia, raffigurante l'Assunzione della Madonna e le quattro virtù cardinali. 
Nei pennacchi sono raffigurati i quattro evangelisti, mentre sulla superficie della cupola è rappresentata la Pentecoste, del russo Oleg Supereko (2011).
Nell'area del presbiterio sono posti l'altare, l'ambone e la croce in bronzo argentato con basi in diaspro di Sicilia realizzati da Giuseppe Ducrot. Nel catino absidale è stato dipinto dal marchigiano Bruno d'Arcevia l'affresco del Cristo Pantocratore: la figura centrale del Cristo trionfante sulla morte è affiancata alla destra da San Giovanni Battista, il precursore, e alla sinistra dalla Vergine Maria. Sopra di essi una fiamma con la colomba simbolo dello Spirito Santo e la figura dell'Eterno Padre. Nei riquadri sottostanti, come a partecipare della Gloria del Pantocrator, l'artista marchigiano ha dipinto i dottori della chiesa, con al centro Sant'Agostino e Sant'Ambrogio (2013). Lo stesso Bruno D'Arcevia ha ricevuto l'incarico di affrescare "L'attesa del Giudizio Universale" o "Etimasia" nella volta del presbiterio, tra il catino absidale e la cupola, a raccordo delle due superfici pittoriche di diversa ascendenza artistica, dove ha posto un trono vuoto con le insegne di Cristo: un cuscino con il mantello da giudice, un libro chiuso (il Libro della Legge), la Croce e gli strumenti della Passione, come la corona di spine, con la lancia e la canna con la spugna, ed inoltre i sette sigilli, la colomba dello Spirito Santo e ai piedi del trono un vasetto nel quale sono contenuti i quattro chiodi della crocifissione.
Sono diciassette in tutto le nuove vetrate di Francesco Mori: nove nella navata centrale raffiguranti i Santi Patroni delle città della Diocesi (tutte rifatte per coerenza, in quanto quelle esistenti sulla destra andarono distrutte durante il crollo), sei nei due transetti e due (ovali) nell'abside, mentre sopra il portone centrale è stata ricollocata, dopo un restauro, la vetrata preesistente al crollo che ritrae San Corrado.
Nel luglio 2013 viene ultimata la posa in opera, all'interno delle nicchie delle navate laterali, di dodici sculture in gesso bianco di ascendenza serpottiana, alte un metro e ottanta e raffiguranti gli apostoli, alle quali si aggiungono due sculture analoghe, collocate ai lati dell'ingresso principale e dedicate ai Santi Francesco d'Assisi e Caterina da Siena, Patroni d'Italia. Filippo Dobrilla ha realizzato San Mattia; Livio Scarpella, San Bartolomeo e Sant'Andrea; Demetrio Spina, San Taddeo e San Simone; Vito Cipolla, San Filippo e San Giacomo minore; Tullio Cattaneo, San Matteo e San Giacomo maggiore; Giuseppe Ducrot, San Pietro e San Tommaso; Giuseppe Bergomi, San Giovanni e Santa Caterina; Gaspare da Brescia, San Francesco.
L'ispirazione del barocco emerge con forza, soprattutto nelle opere di Cattaneo e Scarpella, costruite su contrapposti, torsioni e ricchezza dei panneggi, mentre nella Santa Caterina e nel San Giovanni Bergomi ha insistito sui tagli decisi nel blocco plastico del volume, che creano ombre profonde, e su dettagli espressivi come le mani e il libro che si aprono come un fiore.
Sulle pareti delle navate laterali sono poste le tele raffiguranti le stazioni della Via Crucis di Roberto Ferri.

### La scelta delle opere del nuovo apparato iconografico e decorativo
Una commissione di consulta per l'eccellenza estetica, istituita dalla Presidenza del Consiglio dei ministri e nominata dal Dipartimento nazionale di protezione civile, ha dato incarico ad artisti contemporanei di fama nazionale ed internazionale per la esecuzione degli affreschi sulla cupola, dei bozzetti per la realizzazione delle tele ad olio destinate agli altari del transetto e delle sculture da collocare nelle nicchie delle navate laterali. Ventisei artisti di chiara fama hanno concorso alle nuove decorazioni. Obbligatori, per partecipare al concorso per la decorazione del catino absidale, alcuni elementi da tenere in considerazione, relativi al contesto sacro e messi a punto a suo tempo da Monsignor Carlo Chenis: la presenza centrale del Cristo Pantocratore, dei quattro dottori della chiesa, i santi Ambrogio, Crisostomo, Agostino, Gregorio Magno, la presenza della Madonna Scala del Paradiso, co-patrona di Noto, e ancora san Corrado Confalonieri. I bozzetti sono stati esposti dal 30 settembre al 27 novembre 2011 a Palazzo Grimani a Venezia in occasione della 54ª edizione della Biennale in una mostra curata da Vittorio Sgarbi. Alcuni progetti tra quelli selezionati sono stati realizzati, mentre non è stato possibile realizzare altre opere importanti, come le grandi tele del transetto per la scomparsa dell'ottantaseienne maestro Ottavio Mazzonis.